# Erlang (unidad)
El Erlang (E) es una unidad adimensional utilizada en telefonía como una medida estadística del volumen de tráfico. Recibe el nombre del ingeniero danés A. K. Erlang, pionero de la teoría de colas.
El tráfico de un Erlang corresponde a un recurso (circuito, canal, etc.) utilizado de forma continua, o dos recursos utilizados al 50%, y así sucesivamente. Por ejemplo, si una oficina tiene dos operadores de teléfonos y ambos están ocupados durante todo el tiempo, esto representa 2 Erlangs de tráfico, o si un canal de radio está ocupado durante treinta minutos en una hora se dice que soporta un tráfico de 0.5 Erlangs.
De forma alternativa, un Erlang puede ser considerado como "multiplicador de utilización" por unidad de tiempo, así un uso del 100% corresponde a 1 Erlang, una utilización de 200% son 2 Erlangs, y así sucesivamente. Por ejemplo, si el uso total del móvil en un área por hora es de 180 minutos, esto representa 180/60 = 3 Erlangs. En general, si la tasa de llamadas entrantes es de λ por unidad de tiempo y la duración media de una llamada es h, entonces el tráfico A en Erlangs es:
{\displaystyle A=\lambda h}
Esto puede ser usado para determinar si un sistema está sobredimensionado o se queda corto (tiene demasiados o muy pocos recursos asignados). Por ejemplo, el tráfico medido sobre muchas horas de ocupación puede ser usado para un T1 o un E1 para determinar cuántas líneas (troncales) debieran de utilizarse durante las horas de mayor ocupación.
El tráfico medido en Erlangs es usado para calcular el nivel de servicio o grado de servicio (GOS). Hay diferentes fórmulas para calcular el tráfico entre ellos, Erlang B, Erlang C y la fórmula de Engset. Esto será expuesto a continuación, y cada uno puede ser derivado como un caso especial de Procesos de tiempo continuo de Markov conocido como birth-death process.

## Fórmula Erlang B
Erlang-B (a veces también escrito sin el guion Erlang B), también conocida como la fórmula de pérdida de Erlang, deriva de la probabilidad de bloqueo de la distribución de Erlang para describir la probabilidad de pérdida de llamada en un grupo de circuitos (en una red de circuitos conmutados, o equivalente). Por ejemplo, se usa en la planificación de las redes telefónicas. La fórmula fue deducida por Agner Krarup Erlang y no se limita a las redes telefónicas, ya que describe una probabilidad en un sistema de colas (aunque se trata de un caso especial con un número de servidores, pero sin espacios de búfer para las llamadas entrantes que esperan a que un servidor quede libre). Por lo tanto, también se utiliza la fórmula en ciertos sistemas de inventario con ventas perdidas.
La fórmula se aplica bajo la condición de que una llamada sin éxito, debido a que la línea está ocupada, no se pone en cola o se vuelve a intentar, se pierde para siempre. Se supone que los intentos de llamada llegan conforme a un proceso de Poisson, por lo que las llegadas de llamada son independientes. Además se supone que las longitudes de los mensajes están exponencialmente distribuidas (sistema Markoviano); a pesar de esto, se puede aplicar en otras distribuciones de tiempo.
Erlangs es una cantidad adimensional que se calcula como la tasa promedio de llegada, λ, multiplicada por la longitud media de la llamada, h. (véase Ley de Little) La fórmula de Erlang B supone una población infinita de fuentes (por ejemplo, los abonados de teléfonos), que ofrecen conjuntamente el tráfico a N servidores (tales como enlaces en una ruta). La tasa de la llegada de nuevas llamadas (tasa de natalidad) es igual a λ y es constante, no en función del número de fuentes de activos, debido a que el número total de fuentes se supone que es infinito. La tasa de salida de la llamada (tasa de mortalidad) es igual al número de llamadas en curso dividido por h, la llamada de duración de tiempo media. La fórmula calcula la probabilidad de bloqueo en un sistema de pérdida, donde si una solicitud no es atendida inmediatamente cuando intenta utilizar un recurso, se anula. En las solicitudes, por tanto, no espera. El bloqueo se produce cuando hay una nueva solicitud de una fuente, pero todos los servidores ya están ocupados. La fórmula supone que el tráfico bloqueado inmediatamente está desactivado.
La fórmula proporciona el GoS (grado de servicio) que es la probabilidad Pb de que una nueva llamada que llega al grupo de circuito sea rechazada debido a que todos los servidores (circuitos) están ocupados:
| Símbolo               | Nombre                                                           | Unidad | Fórmula                     |
| --------------------- | ---------------------------------------------------------------- | ------ | --------------------------- |
| {\displaystyle A}     | Cantidad total de tráfico ofrecido                               | Erlang | {\displaystyle A=\lambda h} |
| {\displaystyle m}     | Número de recursos tales como servidores o circuitos en un grupo |        |                             |
| {\displaystyle P_{b}} | Probabilidad de bloqueo                                          |        |                             |

Esto puede ser expresado recursivamente como sigue, en un formulario que se utiliza para simplificar el cálculo de tablas de la fórmula de Erlang B:
{\displaystyle B(A,0)=1\,}.
{\displaystyle B(A,j)={\frac {AB(A,j-1)}{AB(A,j-1)+j}}\ \forall {j}=1,2,...,m}
Por lo general, en lugar de B(A, m) la inversa 1/B(A, m) se calcula en computación numérica a fin de garantizar la estabilidad numérica:
{\displaystyle {\frac {1}{B(A,0)}}=1}
{\displaystyle {\frac {1}{B(A,j)}}=1+{\frac {j}{A}}{\frac {1}{B(A,j-1)}}\ \forall {j}=1,2,...,m}
```
Function ErlangB (A as Double, m As Integer) As Double
Dim InvB As Double
Dim j As Integer

  InvB = 1.0
  For j = 1 To m
    InvB = 1.0 + j / A * InvB
  Next j
  ErlangB = 1.0 / InvB
End Function
```

La fórmula de Erlang B se aplica a sistemas de pérdida, tales como los sistemas de telefonía en redes fijas y móviles, que no proporcionan almacenamiento en búfer de tráfico y no pretenden hacerlo. Se supone que las llegadas de llamada puede ser modeladas por un proceso de Poisson, pero que es válidas para cualquier distribución estadística de llamada con un tiempo medio de duración finito. Erlang B es una herramienta de dimensionado de rutas de conmutación de circuitos para tráfico de voz. La fórmula de Erlang B es decreciente y convexa en m.

### Erlang B extendido
Erlang-B extendido se utiliza cuando las llamadas que encuentran a los servidores ocupados no se pierden, sino que se reintentan. Es un cálculo iterativo, en lugar de una fórmula, que agrega un parámetro adicional, el factor de repetición, que define la proporción de rellamadas.
Los pasos a seguir en el proceso de cálculo son las siguientes:
1. Calcular
{\displaystyle P_{b}=B(A,m)\,}
como se indica arriba para Erlang B.
2. Calcular el número probable de llamadas bloqueadas
{\displaystyle B_{e}=AP_{b}\,}
3. Calcular el número de rellamadas, {\displaystyle R} suponiendo un Factor de Repetición, {\displaystyle R_{f}}:
{\displaystyle R=B_{e}R_{f}\,}
4. Calcular el nuevo tráfico ofrecido
{\displaystyle A_{i+1}=A_{0}+R\,}
donde {\displaystyle A_{0}} es el nivel inicial de tráfico.
5. Volver al paso 1 y repetir hasta que se obtenga un valor estable de {\displaystyle A}.

## Fórmula Erlang C
La fórmula de Erlang C también supone una infinita población de fuentes, las cuales ofrecen en conjunto, un tráfico de A Erlangs hacia N servidores. Sin embargo, si todos los servidores están ocupados cuando una petición llega de una fuente, la petición es introducida en la cola. Un sinfín de números de peticiones podrían ir a la cola en este modo simultáneamente. 
Esta fórmula calcula la probabilidad de la cola ofrecido en el tráfico, suponiendo que las llamadas que fueron bloqueadas se quedaran en el sistema hasta que se puedan atender. Esta fórmula es usada para determinar la cantidad de agentes o representantes de clientes, que necesitará en un Call Center para después saber la probabilidad en la cola.
| Símbolo               | Nombre                                                             | Unidad |
| --------------------- | ------------------------------------------------------------------ | ------ |
| {\displaystyle A}     | Intensidad total del tráfico ofrecido                              | Erlang |
| {\displaystyle N}     | Cantidad de servidores [número de troncales]                       |        |
| {\displaystyle P_{W}} | Probabilidad de que un cliente tenga que esperar para ser atendido |        |

Se supone que las llamadas entrantes puede ser modeladas usando una distribución de Poisson y que el tiempo de espera de las llamadas son descritas por una distribución exponencial negativa.

## Fórmula Engset
La fórmula Engset, así llamada por el matemático e ingeniero noruego T. O. Engset, está relacionada con las anteriores, pero se utiliza con una población finita de S orígenes en lugar de la población infinita de orígenes que supone Erlang.
Una empresa que instale una centralita necesita saber el número mínimo de circuitos de voz que es preciso contratar hacia y desde la red telefónica. Un enfoque aproximado es utilizar la fórmula de Erlang-B. Sin embargo, si la empresa tiene un pequeño número de extensiones, debe en su lugar utilizar un cálculo más exacto, proporcionado por la fórmula de Engset, que refleja el hecho de que las extensiones que ya está en uso no hará llamadas simultáneas adicionales. Lógicamente, para una población de usuario grandes, el cálculo por Engset y por Erlang B dará el mismo resultado:
{\displaystyle E(N,A,S)={\frac {A^{N}{\left({\begin{array}{c}S\\N\end{array}}\right)}}{\sum _{i=0}^{N}A^{i}{\left({\begin{array}{c}S\\i\end{array}}\right)}}}}
Esto puede ser expresado recursivamente del siguiente modo, en una forma que es usada para calcular las tablas de la fórmula Engset:
{\displaystyle E(0,A,S)=1\,}
| Símbolo           | Nombre                                                     | Unidad |
| ----------------- | ---------------------------------------------------------- | ------ |
| {\displaystyle A} | Tráfico en generado por cada origen cuando está desocupado | Erlang |
| {\displaystyle E} | Probabilidad de bloqueo                                    |        |
| {\displaystyle N} | Número de servidores                                       |        |
| {\displaystyle S} | Número de orígenes                                         |        |

De nuevo, se supone que las llamadas que llegan pueden ser modeladas por una distribución Poisson. Sin embargo, debido a que hay un número finito de servidores, la tasa de llegada de las nuevas llamadas decrece a medida que nuevos orígenes (como abonados telefónicos) pasan a estar ocupados y, por lo tanto, no pueden originar nuevas llamadas. Cuando N = S, la fórmula se reduce a una distribución binomial